# Захарий Неревин
Захарий (Захария) Неревин — новгородский посадник, боярин.

## Биография
Был избран в посадники на место Нежаты в 1161 году, когда по обоюдному соглашению князя смоленского Ростислава Мстиславича и великого князя Андрея Юрьевича сын последнего, Мстислав, уступил новгородский княжеский стол сыну первого, Святославу. При этом посаднике шведы, завоевавшие в 1157 году Финляндию, напали на Ладогу, но встретили упорное сопротивление граждан. Ладожан поспешили выручить из беды посадник Захарий и князь Святослав, одержавшие в итоге победу над шведами (1164 год). В 1167 году, после изгнания Святослава, Захарий, заподозренный в поддержке отношений с ним, был убит новгородцами.
Захария упоминается в берестяной грамоте № 724, где идёт речь о конфликте по поводу сбора дани с Андреем Боголюбским:
От Саввы поклон братьям и дружине. Покинули меня люди; а надлежало им остаток дани собрать до осени, по первопутку послать и отбыть прочь. А Захарья, прислав (человека, через него) клятвенно заявил: «Не давайте Савве ни единого песца с них собрать. (Я) сам за это отвечаю (или: (Он) сам за это взялся, т. е. он самозванец)». А со мною по этому поводу сразу вслед за тем не рассчитался и не побывал ни у вас, ни здесь. Поэтому я остался. Потом пришли смерды, от Андрея мужа приняли, и (его) люди отняли дань. А восемь (человек), что под началом Тудора, вырвались (или: вышли из повиновения). Отнеситесь же с пониманием, братья, к нему, если там из-за этого приключится тягота ему и дружине его

На обороте:
А сельчанам своим князь сам от Волока и от Мсты участки дал. Если же, братья, вины люди на мне не ищут и будет дознание, то я сейчас с радостью послал бы грамоту